# Heteronomní morálka
Heteronomní morálka (z řec. heteros = druhý, jiný a nomos = zákon) je ve filosofii Immanuela Kanta morálka, která se řídí zásadami, jež si člověk nezvolil sám, nýbrž převzal od někoho jiného, například od rodičů, prarodičů či kamarádů. Je to opak autonomní morálky, jejíž zásady si člověk svobodně dal sám.
Kritikové namítají, že zásady mravnosti člověk většinou přebírá a že rozdíl spočívá v něčem jiném: zda je přijal pod nátlakem nebo svobodně a dobrovolně.